# Saint-Just-sur-Viaur
Saint-Just-sur-Viaur (okzitanisch Sant Just de Viaur) ist eine französische Gemeinde mit 210 Einwohnern (Stand 1. Januar 2022) im Département Aveyron in der Region Okzitanien (vor 2016 Midi-Pyrénées). Sie gehört zum Arrondissement Villefranche-de-Rouergue (bis 2017 Arrondissement Rodez) und zum Kanton Ceor-Ségala. Die Einwohner werden Saint-Justiens und Saint-Justiennes genannt.

## Geografie
Saint-Just-sur-Viaur liegt etwa 32 Kilometer südsüdwestlich von Rodez im Zentralmassiv zwischen den Flüssen Viaur und Céor. Umgeben wird Saint-Just-sur-Viaur von den Nachbargemeinden Camjac im Norden, Centrès im Nordosten und Norden, Meljac im Nordosten und Osten, Rullac-Saint-Cirq im Osten, Lédergues im Südosten, Lédas-et-Penthiès und Tréban im Süden, Tanus im Südwesten und Westen sowie Tauriac-de-Naucelle im Westen und Nordwesten.

## Bevölkerungsentwicklung
| Jahr                       | 1962 | 1968 | 1975 | 1982 | 1990 | 1999 | 2006 | 2019 |
| -------------------------- | ---- | ---- | ---- | ---- | ---- | ---- | ---- | ---- |
| Einwohner                  | 466  | 427  | 348  | 308  | 267  | 222  | 208  | 206  |
| Quellen: Cassini und INSEE |      |      |      |      |      |      |      |      |

## Sehenswürdigkeiten
- Kirche Saint-Just
- Kapelle Saint-Jean im Ortsteil Saint-Jean
- Kapelle Notre-Dame-du-Roc
- Kapelle Notre-Dame im Ortsteil Roucayrol

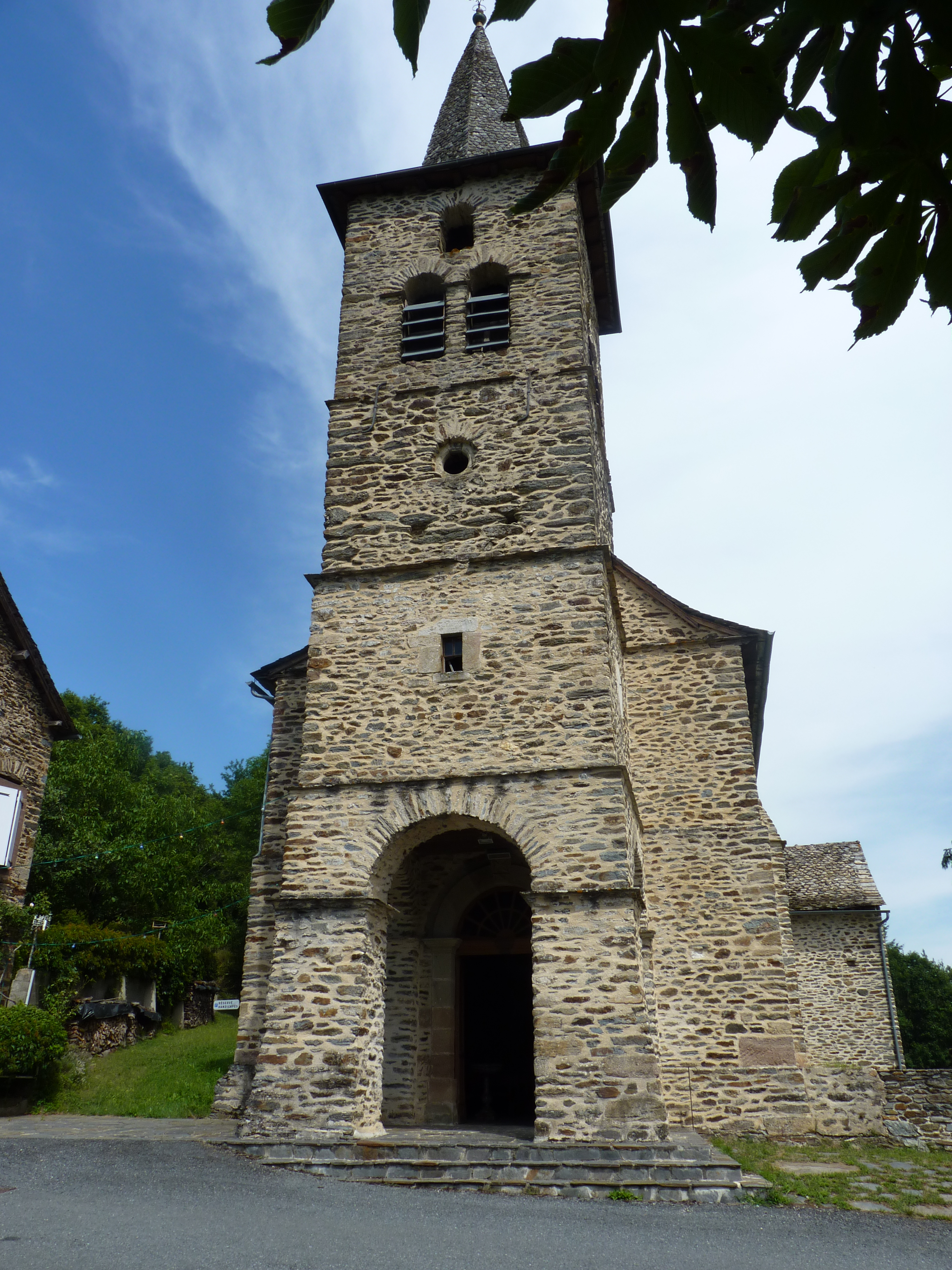
Kirche Saint-Just
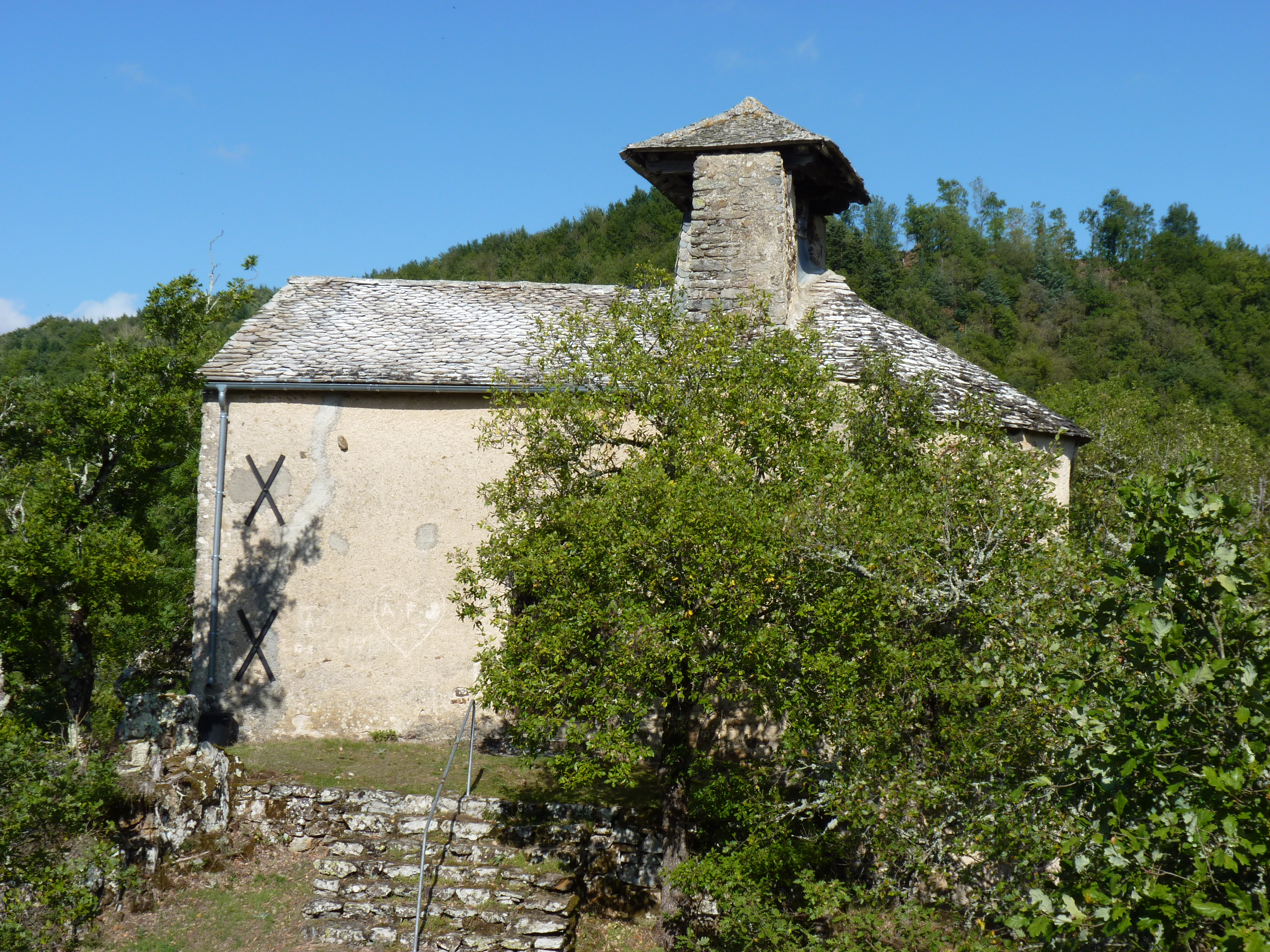
Kapelle Notre-Dame-du-Roc
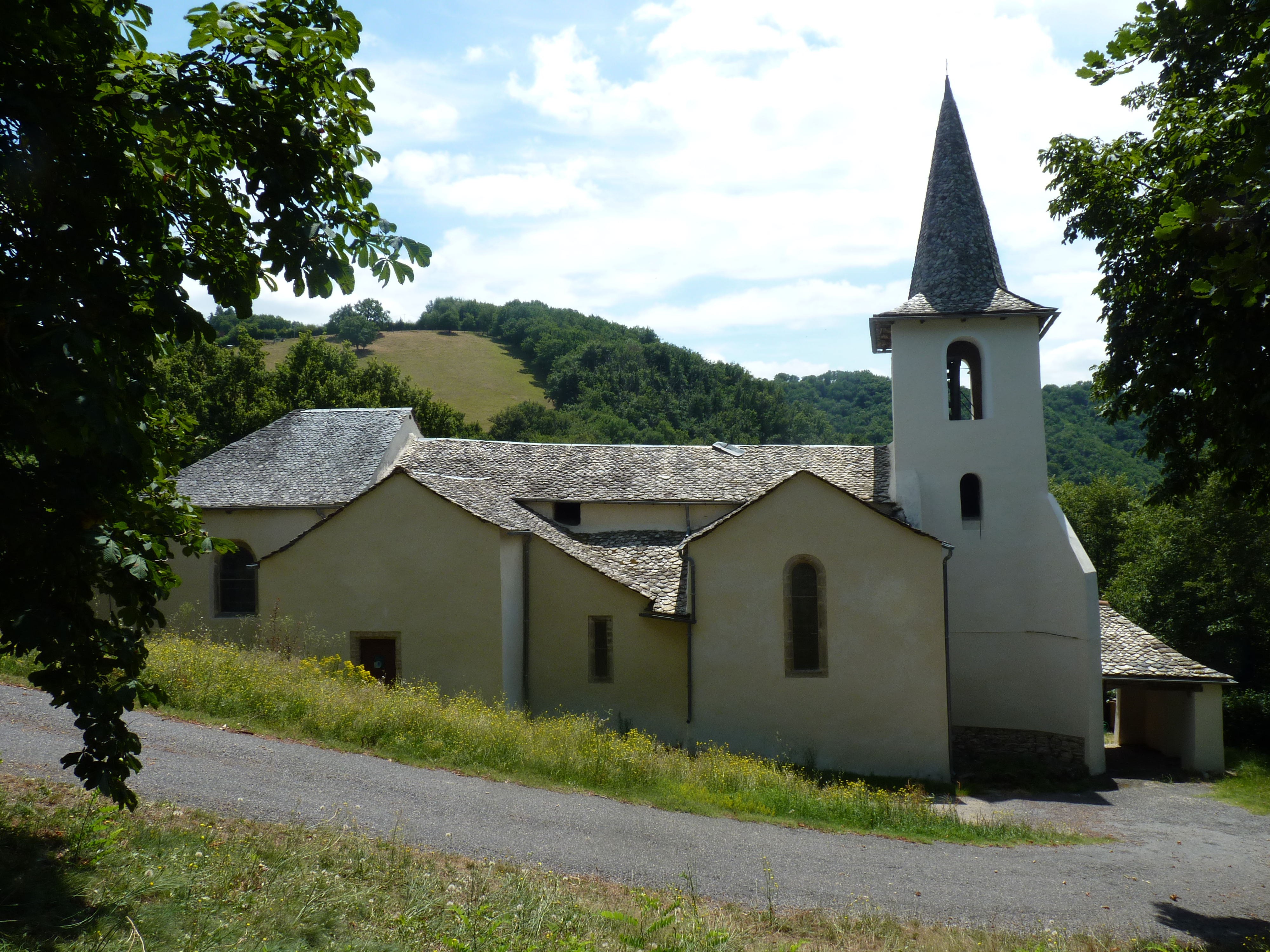
Kapelle Notre-Dame-de-Roucayrol